# Taller ferroviario Talca
Taller Ferroviario Talca se ubica en la comuna chilena de Talca en la Región del Maule, dentro del recinto estación de Talca. Es construido en 1968. En este sitio se hacen mantenciones rutinarias al material rodante del servicio Regional Talca-Constitución, de trocha métrica. Las mantenciones mayores, en cambio, son realizadas en la Maestranza San Eugenio.